# سونتین سونتی، کوئینزلند
سونتین سونتی (به انگلیسی: Seventeen Seventy) یک منطقهٔ مسکونی در استرالیا است که در کوئینزلند واقع شده‌است.